# Miliarésion

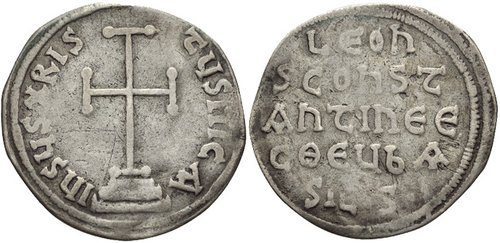
L’un des premiers miliarésions frappé sous Léon III pour célébrer le couronnement de son fils, Constantin V. Remarquer l’absence de figure humaine.

Miliarésion (en grec ancien : μιλιαρήσιον / miliarếsion ; en latin : miliarensis) est le nom donné à deux  pièces de monnaie byzantines d’argent, la première utilisée à partir du IVe siècle, la deuxième du VIIIe siècle au XIe siècle. Elle devait cesser d’être émise lors de la réforme monétaire promulguée par Alexis Ier Comnène (r. 1081 – 1118} en 1092.

## Historique

### IVesiècle–VIIesiècle
L’historique de ce premier miliarésion est difficile à établir avec certitude en raison de l’imprécision de la datation dans les sources qui diffèrent sensiblement ainsi que de la pauvre qualité de leur transmission .
Il semble établi toutefois que le miliarésion était suffisamment prestigieux pour qu’un département spécial soit chargé de sa production, le « scrinium a miliarensibus », d’autres départements s’occupant de la production de différentes pièces d’argent comme le « scrinium ab argento ». La loi portant création de ce bureau date de 384 et l’utilisation de la pièce est rapportée pour la première fois dans les années 390, ce qui ne veut pas dire que la pièce n’existait pas auparavant; il est plausible qu’elle était déjà en circulation sous Constantin le Grand. Il faudra cependant attendre 536 pour qu’on en fasse mention dans les archives impériales.
L’importance donnée à cette pièce est attribuable en partie au fait que, frappée avec soin et de grand diamètre, elle était utilisée lors de donations publiques, par exemple par les consuls lors de spectacles officiels. Son iconographie même se prêtait à un exercice de propagande, représentant les membres de la famille impériale ou exaltant les légions romaines. On peut penser qu’elle servait également lors des donations faites par l’empereur lors de son avènement alors que chaque soldat recevait cinq solidi d’or et une livre d’argent.
Son aura de « pièce de prestige » pourrait expliquer pourquoi celle-ci ne semble pas avoir été frappée en quantité suffisante pour jouer un rôle substantiel dans l’économie traditionnelle et qu’on s’y réfère rarement dans les écrits allant de Constantin à Héraclius.
Si l’on en croit Cosmas Indicopleustes, auteur du VIe siècle, le miliarésion devrait son nom au fait qu’il valait un millième de livre d’or, ce qui coïncide avec d’autres sources qui établissent sa valeur au  VIe siècle à un quatorzième de solidus, ce qui équivaudrait à un mille-huitième de livre d’or. Une autre possibilité, retenue par divers experts en numismatique, est celle exposée par Jean Lydus, également auteur du VIe siècle se basant sur un auteur du IVe siècle, Dardinius, à l’effet qu’il se serait agi d’une pièce d’argent valant 1000 oboles.
Au VIIe siècle, le miliarésion fut le nom que l’on donna à une variante de l’hexagramme, une pièce d’argent de grand diamètre qui n’eut qu’une courte existence, apparaissant sous l’empereur Héraclius (r. 610-641) pour payer les soldats durant sa guerre contre la Perse sassanide (615)  et sous son successeur Constant II (r. 641–668) pour n'être conservée sous  Théodose III (r. 715–717) que comme pièce commémorative,. 

### VIIIesiècle-XIesiècle
En 720 l’empereur  Léon III (r. 717–741) devait lancer un nouveau miliarésion, un peu plus large mais plus mince que l’hexagramme; c’est la pièce à laquelle se réfèrent généralement les numismates en parlant de miliarésion . Sa valeur était probablement de 144  pour une livre d’or et son poids initial était d’environ 2,27 grammes, s’accroissant durant la période macédonienne pour atteindre 3,03 grammes, soit 108 pièces pour un livre d’or. Son apparence ressemblait à celle d’une série de pièces frappées au siècle précédent dans l’Empire sassanide, copiées par la suite au début du califat Rashidun. Le premier miliarésion, frappé par Léon III pour célébrer le couronnement de son fils, le futur Constantin V (r. 741 – 775), évitait, tout comme le dirham d’argent du califat, toute représentation humaine, portant simplement une croix à l’avers et les nom et titres de l’empereur au revers. On peut y voir l’un des signes précurseurs de l’iconoclasme qui deviendra doctrine officielle avec l’édit de janvier 730. 
Au cours du premier siècle suivant son introduction le miliarésion semble n’avoir été frappé que comme pièce commémorative lors du couronnement d’un coempereur, d’où le fait qu’il porte toujours le nom de deux empereurs. Son aspect demeurera pratiquement le même sauf sous Michel Ier (r. 811 – 813) qui ajoutera le mot Romaion (litt : des Romains) au terme basileis (litt : empereurs) pour distinguer l’Empire romain d’Orient de celui que Charlemagne venait de créer en Occident . Ce n’est qu’à partir du règne de Théophile (r. 829 – 842) que la pièce est frappée de façon régulière tout au long du règne de l’empereur.
Après la fin de l’iconoclasme, l’empereur Alexandre (r. 912-913) placera le buste du Christ à l’avers et Romain Ier (r. 920-944) ajoutera un buste impérial au centre de la croix. Au siècle suivant la croix potencée souvent disposée sur des marches durant l’Antiquité tardive sera remplacée par la croix recroisetée  et sera accompagnée des portraits des empereurs régnants. L’évolution continua au milieu du XIe siècle lorsqu'apparurent sur une même pièce des représentations de l’empereur, du Christ et de la Vierge Marie . D’autres innovations apparurent vers le milieu de la décennie 1060 alors que plusieurs exemples montrent l’impératrice régnante aux côtés de l’empereur, Eudokia Makrembolitissa ayant exercé une grande influence sur Constantin X Doukas (r. 1059 – 1067).
La dépréciation de la monnaie, commencée sous Romain III Argyre (r. 1028 -1034), força vers le milieu du XIe siècle à frapper de nouvelles pièces valant 2/3 et 1/3 de miliarésion et les désastres financiers et militaires qui marquèrent la dynastie des Doukas au cours des années 1060 et 1070 conduisirent à une érosion importante de la qualité de la monnaie. La pièce disparut presque complètement dans les années 1080 et il ne reste plus que quelques exemplaires des débuts du règne d’Alexis Ier (r. 1081-1118). 
Lors de la réforme monétaire de cet empereur en 1092, le miliarésion d’argent fut abandonné et  remplacé par deux pièces faites d’alliage : l’aspre trachy fait d’électrum (alliage d’or et d’argent) et le stamenon, fait de billon (alliage argent et cuivre),. Il devait toutefois demeurer comme unité de compte, valant 1/12 de l’ancien nomisma.
Après le sac de Constantinople en 1204, le miliarésion fut pratiquement oublié. Il devait faire une réapparition sous la forme du basilikon lors du retour aux monnaies d’argent dans la première moitié du XIVe siècle. Valant 1/12 d’hyperpère, il avait la même valeur que l’ancien miliarésion et s’insérait facilement dans  le nouveau système monétaire.
Après la chute de l’Empire byzantin en 1453 et des États qui lui survécurent brièvement, le terme miliarésion perdit sa signification originale et devint dans diverses langues européennes le milliarès, terme utilisé pour décrire une variété de pièces de monnaie de l’Empire musulman.

## Évolution du miliarésion

### Pièces

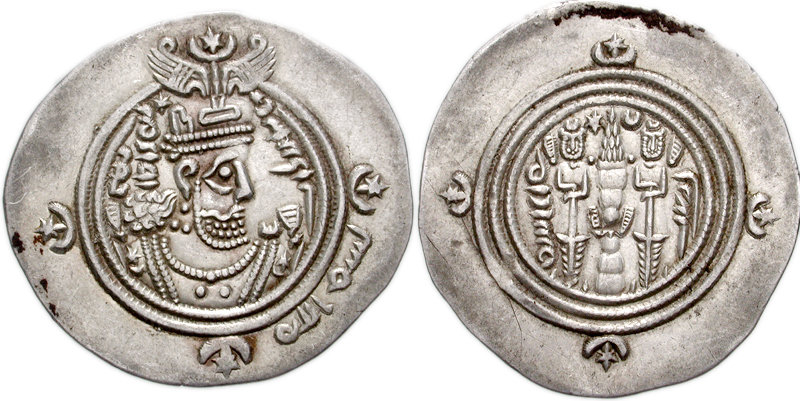
(1)
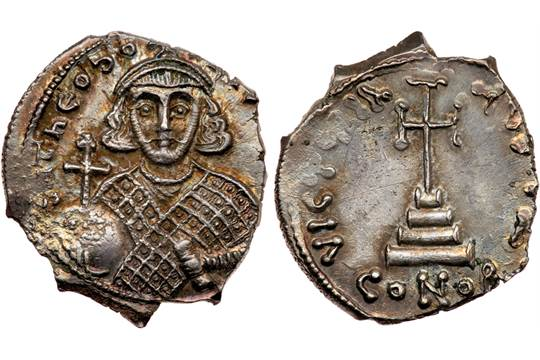
(2)
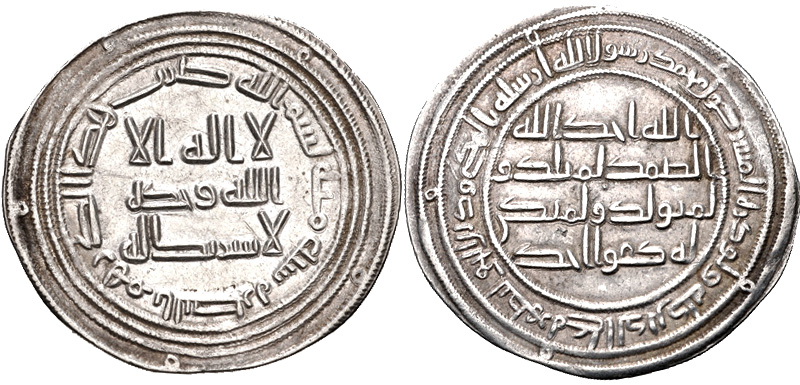
(3)
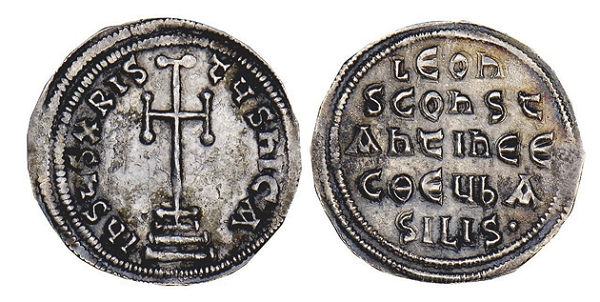
(4)
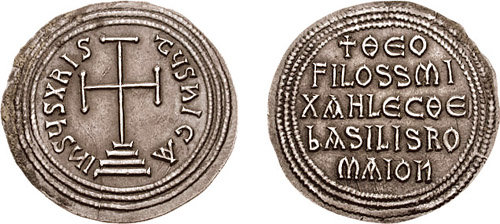
(5)
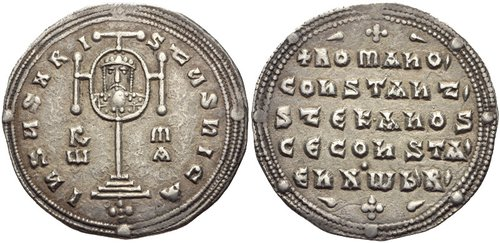
(6)
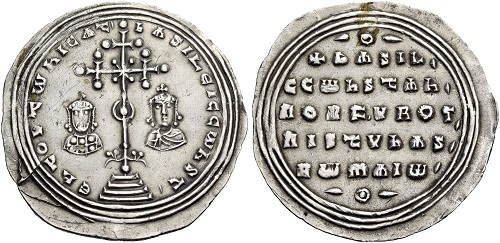
(7)
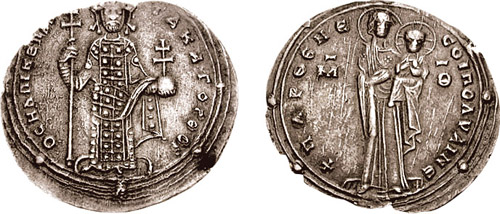
(8)
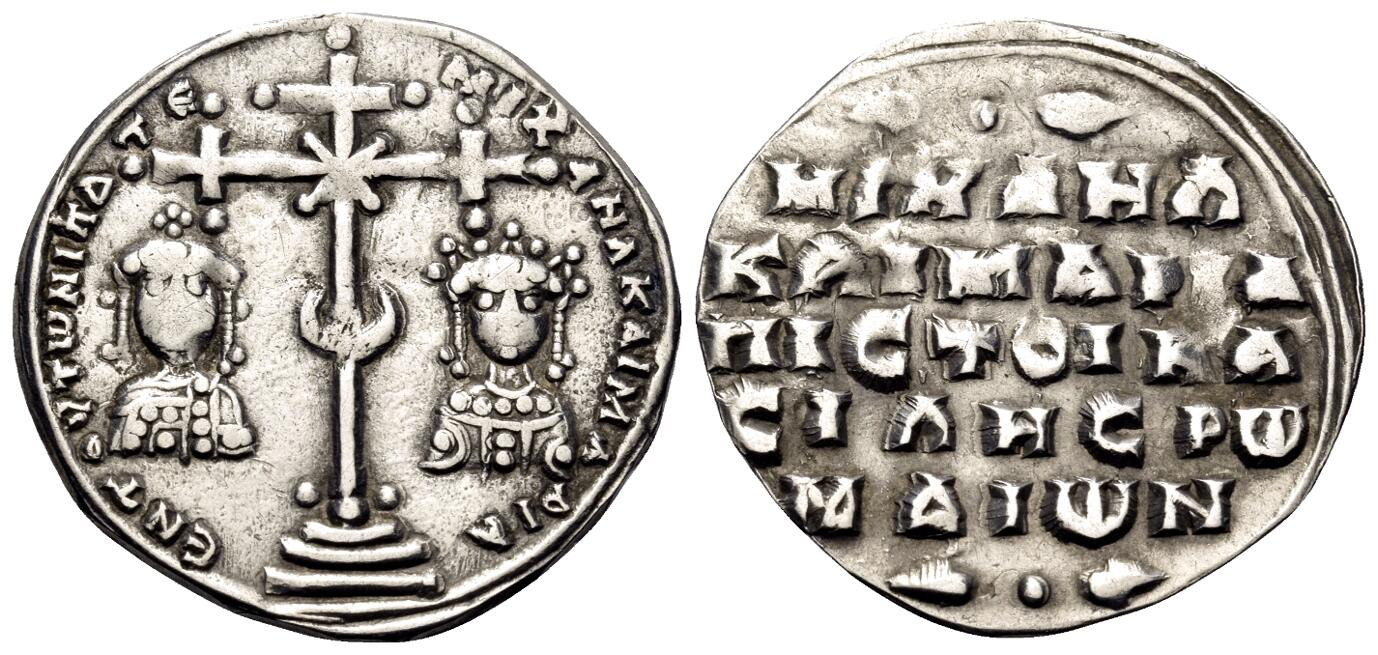
(9)
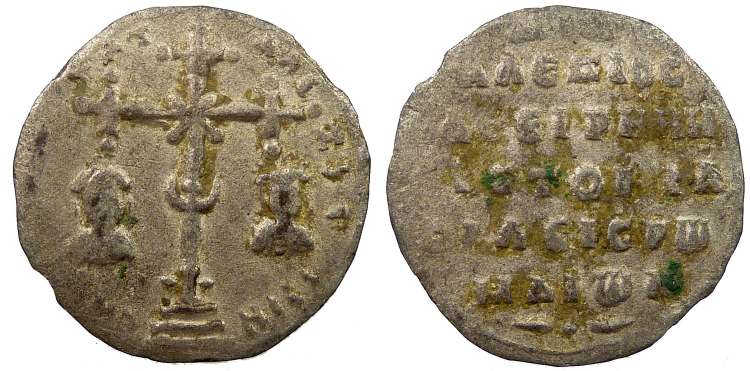
(10)

### Explication
(1) Imitation « Rashidun » (vers 630) d’une pièce du roi sassanide Khosro II. C’est une pièce de transition des premières années du califat. Certaines de ses  caractéristiques semblent avoir inspiré le design du miliaresion byzantin.
(2) Exemple rare d’un hexagramme de Théodose III (r. 715-717) frappé quelques années avant l’introduction du miliaresion. À noter le modèle de la croix qui fut conservé pour l’avers du miliaresion.
(3) Dirham du calife Umar II (r. 717-720). À noter l’absence de représentation humaine. Le diamètre est d’environ 25 mm et le poids de 2,78 grammes, tous deux presque identiques à la contrepartie byzantine. Il inspira la pièce de Léon III.
(4.) Un des premiers exemples du miliarésion de Léon III. Noter les similarités avec les trois précédents exemples : forme circulaire concentrique, croix stylisée sur marchepied et utilisation de textes et symboles simples sans représentation humaine.  
(5) Miliarésion de Théophile (r. 812-842) portant la croix potencée à l’avers telle qu’introduite par Léon III et texte au revers. Ce modèle classique subsista jusqu’au règne de Léon VI (r. 886-912).
(6) Miliarésion de Romain Ier Lécapène (r. 920-944) qui modifie le modèle précédent pour introduire un portrait miniature au centre de la croix (avers) et les noms de l’empereur et de ses coempereurs Constantin VII, Étienne et Constantin au revers.
(7) Miliarésion de Basile II (r. 976-1025) et de Constantin VIII (r. 976-1028) introduisant la croix recroisetée au zénith de la période macédonienne. Ce nouveau modèle apparut pour la première fois vers la fin du règne de Romain Ier et se poursuivit sous le règne de Constantin VII Porphyrogénète (r. 913 – 959).
(8) Miliarésion de Romain III (r. 1028-1034). Abandonnant le modèle traditionnel(croix et texte laudatif) il représente la Vierge Marie et l’Enfant Jésus à l’avers et l’empereur debout, portant les emblèmes impériaux au revers. 
(9) Miliarésion de Michel VII Doukas (r. 1071-1078) et de la basilissa Marie d’Alanie sous une croix recroisetée. C’est un des rares exemples où une impératrice est représentée sur la même pièce que l’empereur régnant.
(10) Très rare exemple de miliarésion frappé sous Alexis Ier (r. 1081-1118). Croix recroisetée et disposition similaire à celle de Michel VII dans les années 1070; Alexis y apparait avec son épouse Irène Doukaina.